# حماسه اسلاو

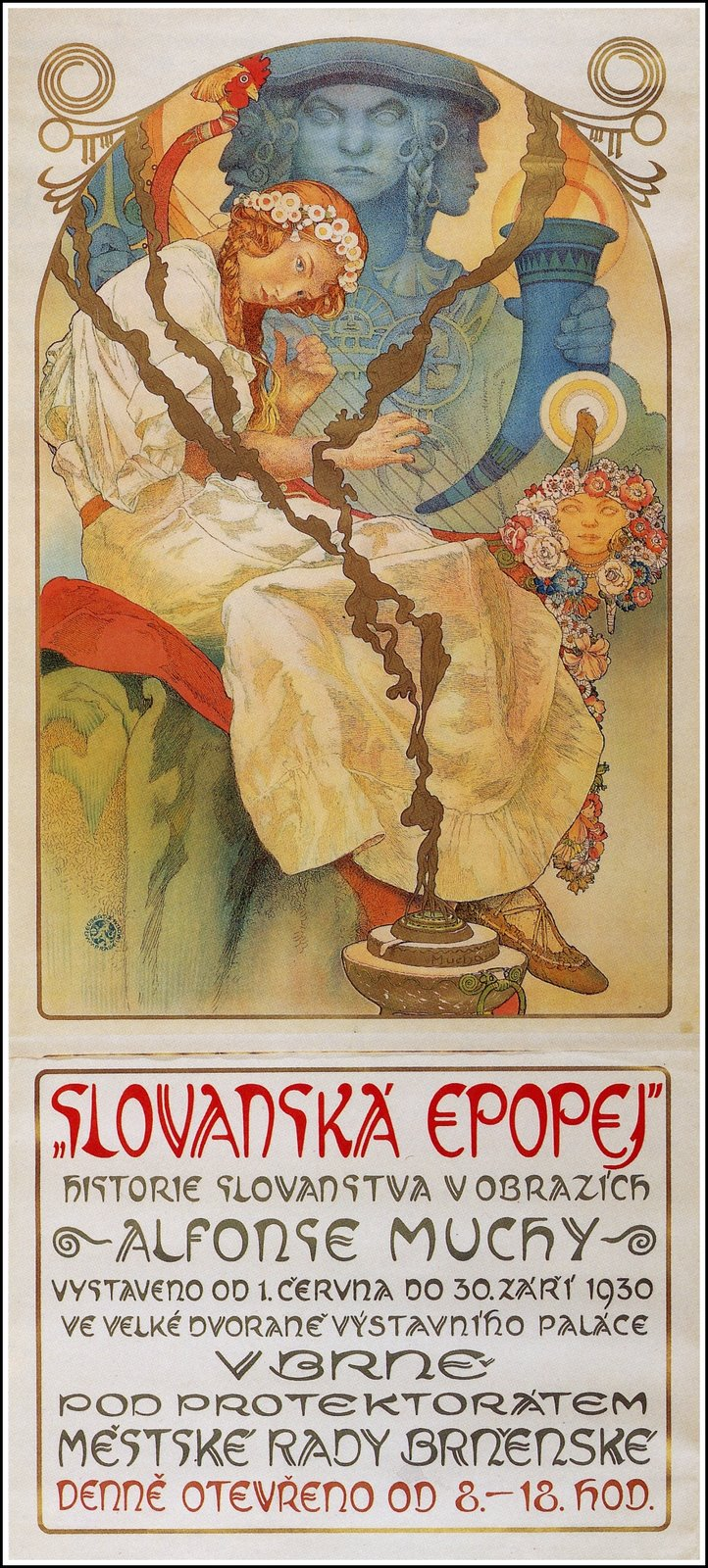
پوستر تبلیغیاتی برای معرفی حماسه اسلاو، اثر آلفونس موشا

حماسه اسلاو (چکی: Slovanská epopej) مجموعه‌ای است مشتمل بر ۲۰ بوم نقاشی بزرگ که اغلب آنها، دارای ۶ متر طول و ۸ متر عرض می‌باشند. این طراحی‌ها اثر آلفونس موشا، نقاش و هنرمند اهل جمهوری چک است که میان سال‌های ۱۹۱۰ تا ۱۹۲۸ طرح گردیدند. حماسه اسلاو شامل مضامین اسطوره‌ای و تاریخچه مردمان اسلاو می‌باشد. موشا، در سال ۱۹۲۸ و همزمان با اتمام حماسه اسلاو، این مجموعه را به شرط ایجاد یک غرفه جداگانه برای نمایش آنها، به شورای شهر پراگ اهدا کرد. او برای تکمیل این مجموعه که آن را شاهکار زندگی خود می‌دانست، سال‌های متوالی به کار پرداخت. برنامه‌های وی برای تکمیل این پروژه عظیم با محدودیت‌های مالی همراه بود هر چند، در سال ۱۹۰۹ موفق شد که کمک‌های مالی قابل‌توجهی از یک نیکوکار آمریکایی به نام چارلز ریچارد کران که از علاقمندان به تاریخ و فرهنگ اسلاو بود، دریافت نماید.
موشا، پیش از خلق این مجموعه، به بازدید از مکان‌هایی پرداخت که قصد داشت در این چرخه، آنها را به تصویر بکشد. این مکان‌ها عبارت بودند از روسیه، لهستان و بالکان. علاوه بر این موارد، برای اطمینان از انعکاس دقیق تصویر و جزئیات وقایع تاریخی، با مورخان مسلط در این موضوع نیز به مشورت پرداخت. در سال ۱۹۱۰، وی بخشی از عمارت زبیروه را اجاره و سپس شروع به کار بر روی این مجموعه نمود. در سال ۱۹۲۱، ۵ نقاشی از این مجموعه در نیویورک و شیکاگو در معرض نمایش عموم قرار گرفت که با استقبال گسترده علاقمندان مواجه شد. در سال ۱۹۲۸ این چرخه برای اولین بار در پراگ به نمایش درآمد. آلفونسو موشا در ژوییه سال ۱۹۳۹ درگذشت. اندکی پیش از مرگ، وی توسط گشتاپو مورد بازجویی قرار گرفته بود. در طول جنگ جهانی دوم، تابلوهای حماسه اسلاو - به منظور جلوگیری از تصرف یا تخریب توسط نازی‌ها - به صورت لفافه، پیچیده و سپس پنهان شدند.

## نگارخانه

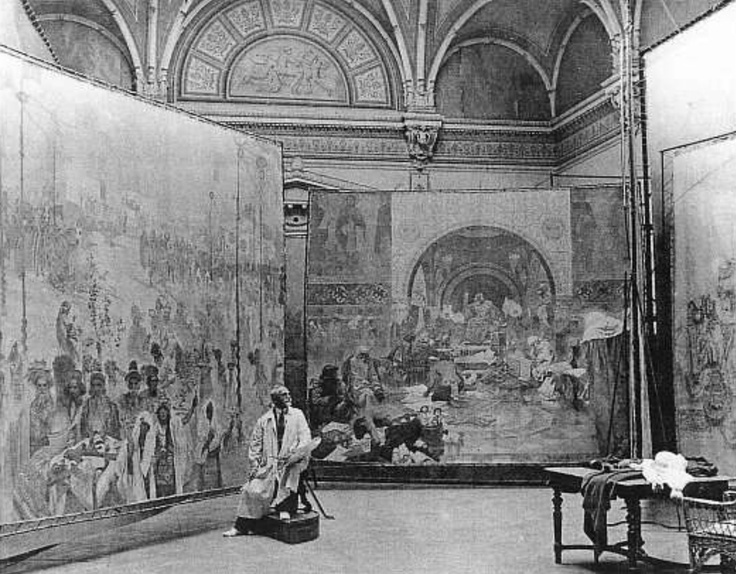
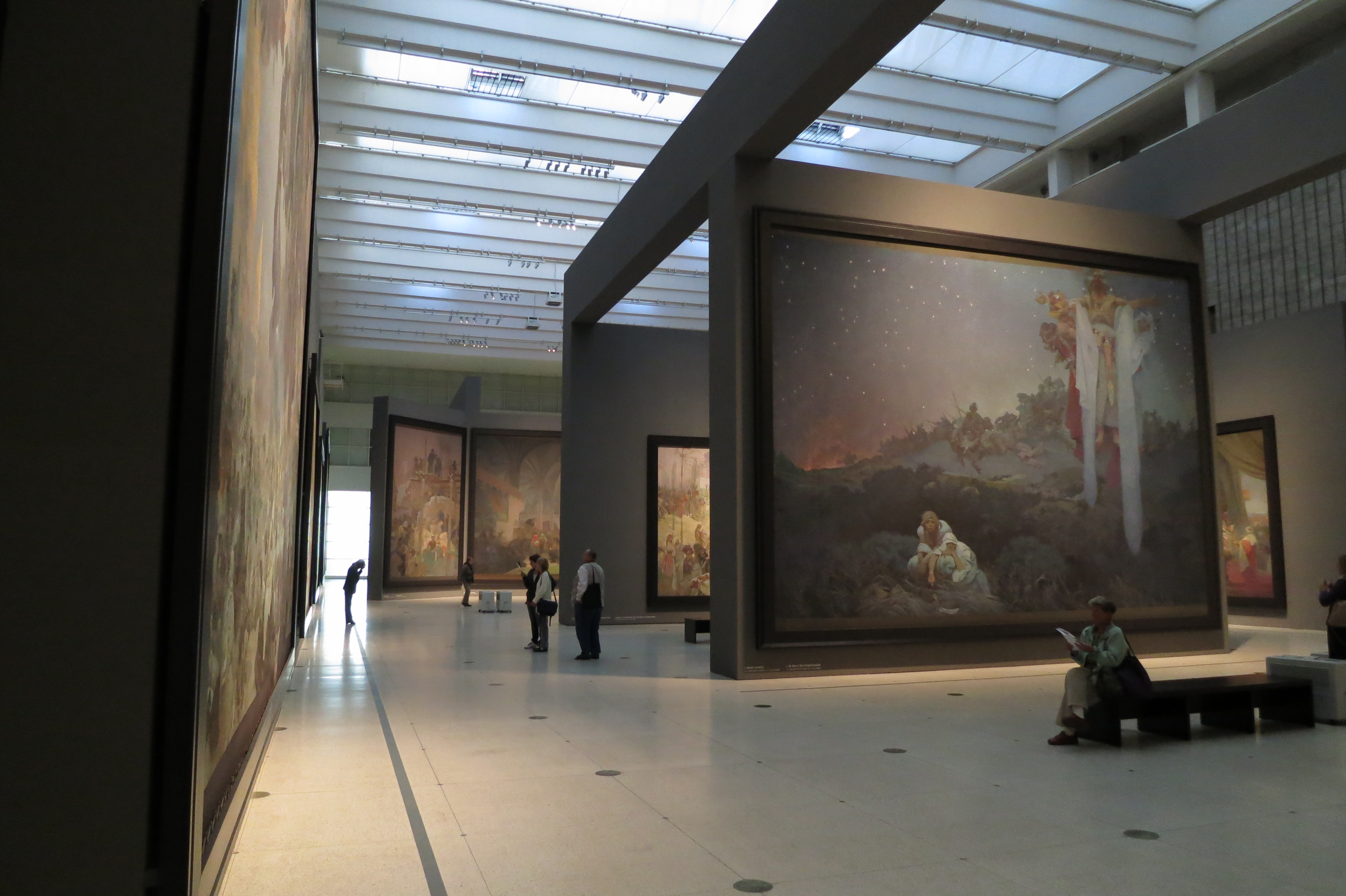

## مجموعه حماسه‌ها
| #  | طرح‌ها | سال تکمیل اثر | ابعاد طرح به متر |
| -- | ----- | ------------- | ---------------- |
| ۱  |       | ۱۹۱۲          | ۸٫۱۰ × ۶٫۱۰ متر  |
| ۲  |       | ۱۹۱۲          | ۸٫۱۰ × ۶٫۱۰ متر  |
| ۳  |       | ۱۹۱۲          | ۸٫۱۰ × ۶٫۱۰ متر  |
| ۴  |       | ۱۹۲۳          | ۴٫۸۰ × ۴٫۰۵ متر  |
| ۵  |       | ۱۹۲۴          | ۴٫۸۰ × ۴٫۰۵ متر  |
| ۶  |       | ۱۹۲۶          | ۴٫۰۵ × ۴٫۸۰ متر  |
| ۷  |       | ۱۹۱۶          | ۴٫۰۵ × ۶٫۲۰ متر  |
| ۸  |       | ۱۹۱۶          | ۸٫۱۰ × ۶٫۱۰ متر  |
| ۹  |       | ۱۹۱۶          | ۴٫۰۵ × ۶٫۲۰ متر  |
| ۱۰ |       | ۱۹۲۴          | ۶٫۱۰ × ۴٫۰۵ متر  |
| ۱۱ |       | ۱۹۲۳          | ۴٫۸۰ × ۴٫۰۵ متر  |
| ۱۲ |       | ۱۹۱۸          | ۶٫۲۰ × ۴٫۰۵ متر  |
| ۱۳ |       | ۱۹۲۳          | ۴٫۸۰ × ۴٫۰۵ متر  |
| ۱۴ |       | ۱۹۱۴          | ۸٫۱۰ × ۶٫۱۰ متر  |
| ۱۵ |       | ۱۹۱۴          | ۸٫۱۰ × ۶٫۱۰ متر  |
| ۱۶ |       | ۱۹۱۸          | ۶٫۲۰ × ۴٫۰۵ متر  |
| ۱۷ |       | ۱۹۲۶          | ۴٫۸۰ × ۴٫۰۵ متر  |
| ۱۸ |       | ۱۹۲۶          | ۴٫۸۰ × ۴٫۰۵ متر  |
| ۱۹ |       | ۱۹۱۴          | ۸٫۱۰ × ۶٫۱۰ متر  |
| ۲۰ |       | ۱۹۲۶          | ۴٫۰۵ × ۴٫۸۰ متر  |